# Жовтий прапор із облямівкою
Жовтий прапор з облямівкою — один із восьми прапорів маньчжурських військових і суспільства за часів династій Пізня Цзінь і Цин у Китаї. Жовтий прапор з облямівкою був одним із трьох «верхніх» знаменних армій під безпосереднім командуванням самого імператора і одним із чотирьох прапорів «лівого крила». 
Жовтий прапор і Жовтий прапор з облямівкою були відокремлені один від одного в 1615, коли війська початкових чотирьох знаменних армій (Жовте, Синє, Червоне та Біле) розділені на вісім шляхом додавання варіанта з облямівкою до дизайну кожного прапора.
Жовтими прапорами спочатку командував особисто Нурхаці. У 1626  після смерті Нурхаці його син і наступник Хунтайцзі став ханом і взяв під свій контроль обидва жовті прапори. Пізніше імператор Шуньчжі прийняв Білий прапор після смерті свого регента Доргоня, якому він раніше належав. З цього моменту імператор безпосередньо контролював три «верхні» прапори (Жовтий, Жовтий з облямівкою та Білий), на відміну від решти п'яти «нижніх» прапорів. Через пряме управління трьома верхніми прапорами не було призначених командирів прапорів, на відміну від інших п'яти. Особиста охорона імператора та охорона Забороненого міста також були обрані лише з трьох верхніх прапорів.

## Відомі люди
- Юй Сянь (1842-1901), китайський політик кінця династії Цін, губернатор провінцій Шаньдун і Шаньсі
- Імператриця Сяосяньчунь (1712-1748), перша дружина імператора Цяньлуна
- Фухен (1720-1770), молодший брат імператриці Сяосяньчунь, міністр та воєначальник
- Фукан'ань (1753-1796), син Фухена, воєначальник
- Веньсю (1909-1953), наложниця останнього цинського імператора Сюаньтуна
- Дружина Веньсі (1694), одна з дружин імператора Кансі
- Лонгкодо (1728), придворний чиновник
- Імператриця Сяодексянь (1831-1850), одна з дружин імператора Сяньфеня
- Імператриця Сяошеньчен (1792-1833), перша дружина імператора Даогуана
- Імператриця Сяомучен (1781-1808), одна з дружин імператора Даогуана
- Імператриця Сяочжейї (1854-1875), одна з дружин імператора Тунчжі
- Ілібу (1772-1843), цинський чиновник і губернатор
- Обой (1610-1669), регент Цинської імперії в 1661-1669
- Цзінь Пуцун (нар. 1956), тайванський політик
- Нянь Геньяо (1679-1726), китайський воєначальник і губернатор
- Гао Е (1738-1815), китайський вчений та письменник.

## Відомі клани
- Клан Фуча
- Ніохуру
- Тунгія
- Сакда
- Ніан
- Гао
- Ердет
- Гувалгія
- Чжанцзя
- Дуолаер
- Бажали
- Фан
- Вей
- Ма
- Чжао
- Ши
- Гороло
- Янжа